# Tångestads säteri
Tångestads säteri, är en herrgård i Norrköpings kommun (Kimstads socken) i Östergötlands län.

## Historia
Tångestads säteri i Kimstads socken, Memmings härad. Gården omnämns i ett köpebrev 1331, då Sigfrid Holmgersdotter som tillbytte sig fyra åttingar jord i Tångestad av biskopen Karl i Linköpings stift. Den tillhörde under 1600-talet assessorn Peder Törnsköld, dennes son landshövdingen Jakob Törnsköld (död 1674) och måg överstelöjtnanten Jakob Hilchen. Ägdes därefter av den förre måg, överstelöjtnanten Hans Skytte (död 1709), gift med Vendla Catharina Törnsköld (1665–1729), vidare av deras måg, generallöjtnant friherre Henrik Jakob Wrede (död 1758), var arvingar 1759 sålde egendomen till löjtnant, sedermera kapten Jean Anders Kuylenstierna. Gården såldes av överstelöjtnanten Johan Herman Gripenwald till David Björkman. Den ärvdes 1828 av D. O. Bergman och tillhörde från 1836 hovjunkaren Sigge Wathier de Besche, 1841 änkefru Charlotta Grubb, 1846 J. H. Vindruva, 1848 Siwers och Wennberg, 1850 dåvarande löjtnanter Fredrik Akrell, som 1856 sålde till löjtnanten Axel Melker von Arbin.

## Byggnader
Gården bestod av en mangårdsbyggnad med två våningar som uppfördes 1861. De omges av en fruktträdgård och park.